# Улица Дзержинского (Салават)
Дзержинского улица (башк. Дзержинский урамы) — улица Салавата в центре города.

## История
Улица Дзержинского — самая короткая улица города, начинается от площади Ленина и заканчивается Уфимской улицы у автовокзала.
Застройка улицы началась в 1958 году. Первоначальное название улицы — Вокзальная. В 1970 году улица переименована в Дзержинского.
Улица Дзержинского построено 8 кирпичных 3-х этажных дома — сталинки

## Транспорт
По улице Дзержинского ходят маршрутные такси и автобусы автоколонны № 1375 и иных коммерческих перевозчиков:
- № 1
- № 5
- № 6

## Примечательные здания и сооружения

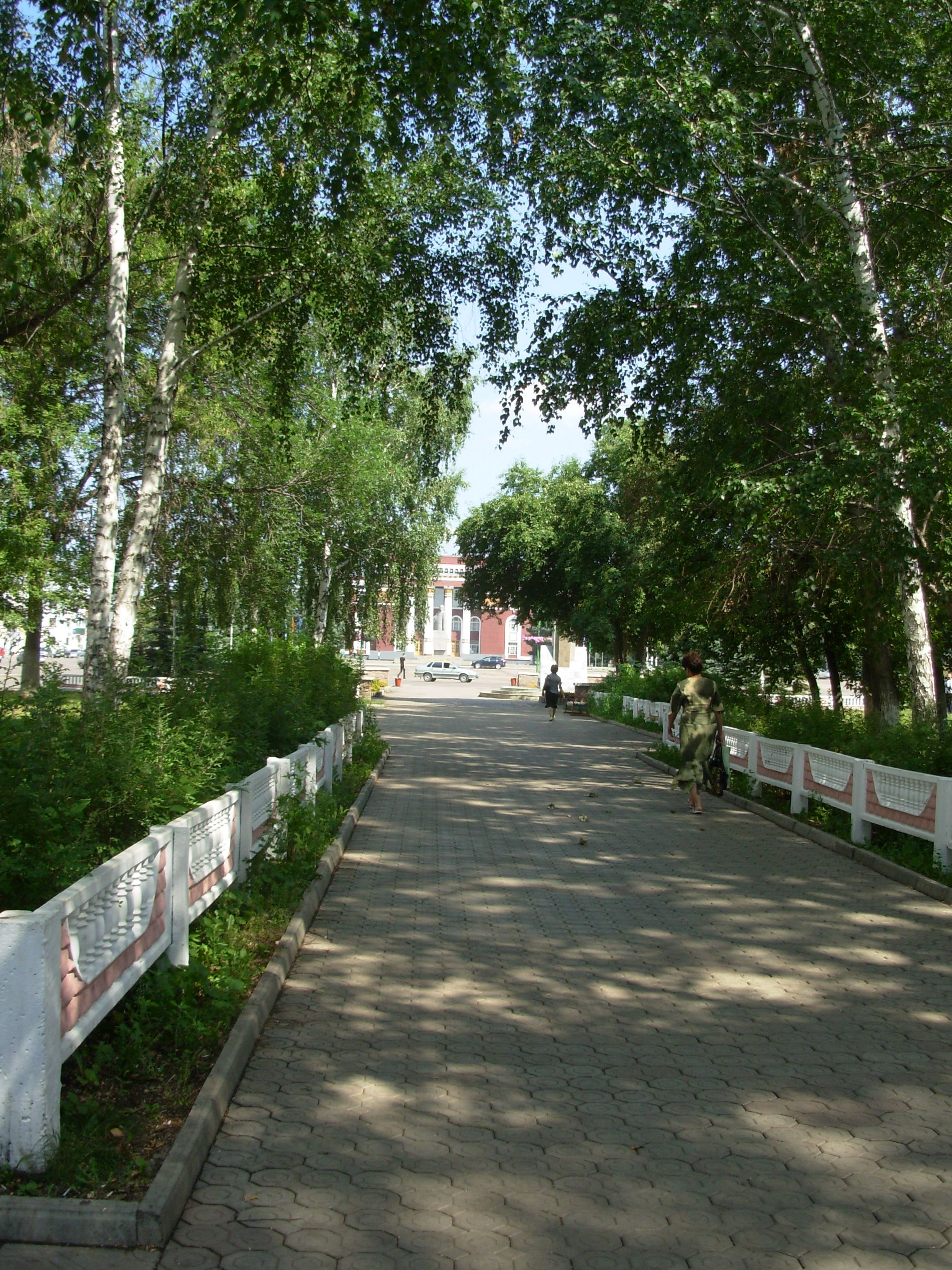
На улице Дзержинского

- д. 1 — Центральная Салаватская библиотека
- д. 2 — почта, ювелирный магазин «Бриллиант»
- д. 3 — магазин автозапчастей «Пилот», ремонт сотовых телефонов «GSM», касса продажи авиабилетов, магазин канцтоваров «АИР», офис связи «МТС»
- д. 4 — банк Газпромбанк
- д. 6 — магазин игрушек «Умка»
- д. 8 — Продовольственные магазины — «Удача» и «Калинка», аптека «Фармленд»

### Памятники
- Памятник Ф. Э. Дзержинскому
- Памятник Первостроителям города Салавата

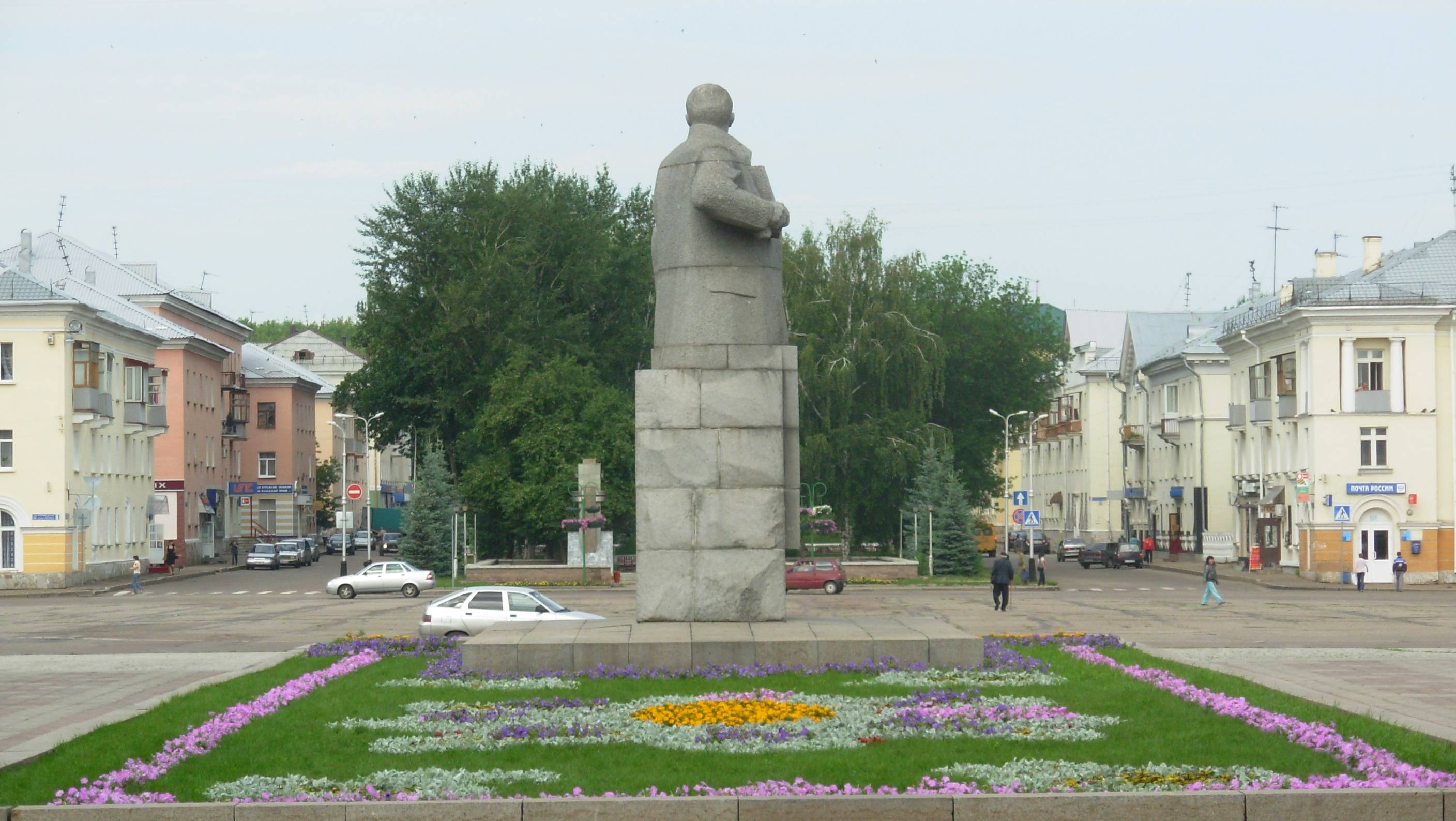
Улица Дзержинского